# Madagaskarsångare
Madagaskarsångare (Bernieridae) är en familj inom ordningen tättingar. Den beskrevs som en familj först 2010. Familjen består av tio arter av små skogslevande fåglar som är endemiska för Madagaskar.

## Systematik
Redan 1934 beskrevs madagaskarsångarna som en monofyletisk grupp, men detta fick ingen större acceptans. I brist på kunskap om arterna placerades de traditionellt i familjerna bulbyler (Pycnonotidae), timalior (Timaliidae) och sångare (Sylviidae), eftersom de morfologiskt och ekologiskt påminde om dessa. Men dessa likheter har visat sig vara på grund av konvergent evolution. Det var först efter grundliga DNA-studier som deras nära släktskap fick full acceptans och gruppen kunde beskrivas som en familj. Flera av arterna är fortfarande dåligt kända och beskrevs nyligen för vetenskapen. Vitbrynad tetraka beskrevs först 1972 och kryptisk madagaskarsångare 1996.

### Arter
Tidigare i familjen bulbyler (Pycnonotidae)
- Släkte Bernieria – tidigare i Phyllastrephus
  - Långnäbbad madagaskarsångare (Bernieria madagascariensis)
- Släkte Xanthomixis – tidigare i Phyllastrephus; troligen polyfyletisk
  - Glasögontetraka (Xanthomixis zosterops)
  - Vitbrynad tetraka (Xanthomixis apperti)
  - Mörk tetraka (Xanthomixis tenebrosus)
  - Gråkronad tetraka (Xanthomixis cinereiceps)

Tidigare i familjen sångare (Sylviidae)
- Släkte Thamnornis
  - Spikskogsmadagaskarsångare (Thamnornis chloropetoides)
- Släkte Cryptosylvicola
  - Kryptisk madagaskarsångare (Cryptosylvicola randriansoloi)
- Släkte Randia
  - Grå madagaskarsångare (Randia pseudozosterops)

Tidigare i familjen timalior (Timaliidae)
- Släkte Hartertula – tidigare i Neomixis
  - Kilstjärtad madagaskarsångare (Hartertula flavoviridis)
- Släkte Crossleyia
  - Gulbrynad tetraka (Crossleyia xanthophrys)
- Släkte Oxylabes
  - Vitstrupig madagaskarsångare (Oxylabes madagascariensis)

## Ekologi och status
Flertalet av madagaskarsångarna lever i fuktig regnskog på östra Madagaskar, men ett mindre antal förekommer i de torrare områdena på de sydöstra delarna av ön. De är insektsätare och kan bilda blandflockar med andra arter under födosöket. Vitbrynad tetraka, gråkronad tetraka och mörk tetraka är alla hotade av habitatförstöring och kategoriseras som sårbara av IUCN.